# بيتر فيرشورين
بيتر فيرشورين هو مُقاتل فنون قتالية مختلطة هُولندي مُعتزل.

## وصلات خارجية
- بيتر فيرشورين على موقع شيردوغ (الإنجليزية)